# Еліас М'Барек
Еліас М'Барек (нім. Elyas M’Barek); *29 травня 1982, Мюнхен, Німеччина — німецько-австрійський актор туніського походження, відомий за роллю Чема Ецтюрка в популярному серіалі «Турецька для початківців». Перша його поява на великому екрані — стрічка «Mädchen, Mädchen» (Дівчатка, дівчатка). Пізніше Еліас зіграв одну з головних ролей у стрічці «Потяг».
Еліас М'Барек (Elyas M'Barek) — відомий німецько-австрійський актор, народився 29 травня 1982 року в сім'ї переселенців з Тунісу. І хоча історична батьківщина була далека від тих місцин, де він з'явився у світ, тим не менш він ніс на своїх плечах важкий тягар своєї сім'ї, яка була вимушена залишити рідні місця в пошуках кращої долі. Дитинство та юність хлопчика пройшли в баварському місті Мюнхені.
Еліас з самого раннього віку пізнав труднощі спілкування з місцевими хлопцями, особливо на фоні прогресуючого страху перед ісламським тероризмом. Але його чарівність, зовнішня привабливість та відкритість зробили свою справу. Завдяки вродженій артистичності натури Еліас був помічений співробітниками кіностудії та був запрошений на невелику роль в серіалі Rosa Roth в 1994 році. Еліасу в той час було лише 12 років. В 1996 році він зіграв епізодичну партію в телесеріалі «Місце злочину» і остаточно затвердився в своєму рішенні стати актором.
Надалі талановитий юнак продовжував зніматися як в серіалах, так і в рекламних роликах, допомагаючи при цьому своїй численній родині. Вперше він звернув на себе увагу широкій масі глядачів у стрічці «Mädchen, Mädchen» (Дівчатка, дівчатка) у 2001 році. Актор-початківець знайшов у собі сили шукати застосування своєму дару в серйозних стрічках, не зупиняючись на легковажному амплуа героя-коханця. Наступні його роботи пройняті темою зіткнення різних культур і світобачення, наприклад, в багатосерійному фільмі «Турецький для початківців», який здобув культову популярність у німецьких глядачів і завоював багато нагород та кінопремій. У повнометражній стрічці «Потяг» (2006 року) актор майстерно зіграв роль одного з чотирьох друзів. У фільмі порушена класична тема дружби, любові та вірності в поєднанні з прагненням знайти своє місце у великому світі.
В теперішній час Еліас М'Барек працює одночасно в кількох стрічках. На нього дуже великий попит як на різнопланового актора, а його шанувальники з нетерпінням чекають від нього нових звершень.

## Фільмографія
- Riekes Liebe (ТВ) (2001)
- Mädchen, Mädchen (2001)
- Ich schenk dir einen Seitensprung (ТВ) (2002)
- Ніч Епштейна (2002)
- Die Stimmen (ТВ) (2003)
- Школярки (телесеріал) (2004—2008)
- Потяг (2006)
- Deutschmänner (ТБ) (2006)
- Турецька для початківців (2006—2008)
- Хвиля (2008)
- Місце злочину (телесеріал) (1970—2009)
- Двовухі курчата (2010)
- Життя змінює тебе (2010)
- Що за хлопець? (2011)
- Змінна хмарність (2012)
- Турецький для початківців (фільм) (2012)
- Знаряддя смерті: Місто кісток (2013)
- Лікар. Учень Авіценни (2013)
- Іди до біса, Гьоте (2013)
- Хто я — жодна система не є безпечною (2014)
- Іди до біса, Гьоте 2 (2015)
- Справа Колліні (2019)